# Raa atoll
Raa atoll är en administrativ atoll i Maldiverna. Den ligger i den norra delen av landet, den administrativa centralorten Ungoofaaru ligger 175 km norr om huvudstaden Malé. Antalet invånare vid folkräkningen 2014 var 15 819.
Den administrativa atollen består geografiskt av de 86 öarna i Norra Maalhosmadulu atoll samt öarna Alifushi och Etthingili.
Det finns 15 bebodda öar: Alifushi, Angolhitheemu, Dhuvaafaru, Fainu, Hulhudhuffaaru, Inguraidhoo, Innamaadhoo, Kinolhas, Maakurathu, Maduvvari, Meedhoo, Rasgetheemu, Rasmaadhoo,  Ungoofaaru och Vaadhoo. 
En mindre flygplats, Ifuru Island Airport, finns på den obebodda ön Ifuru. 